# Люберон

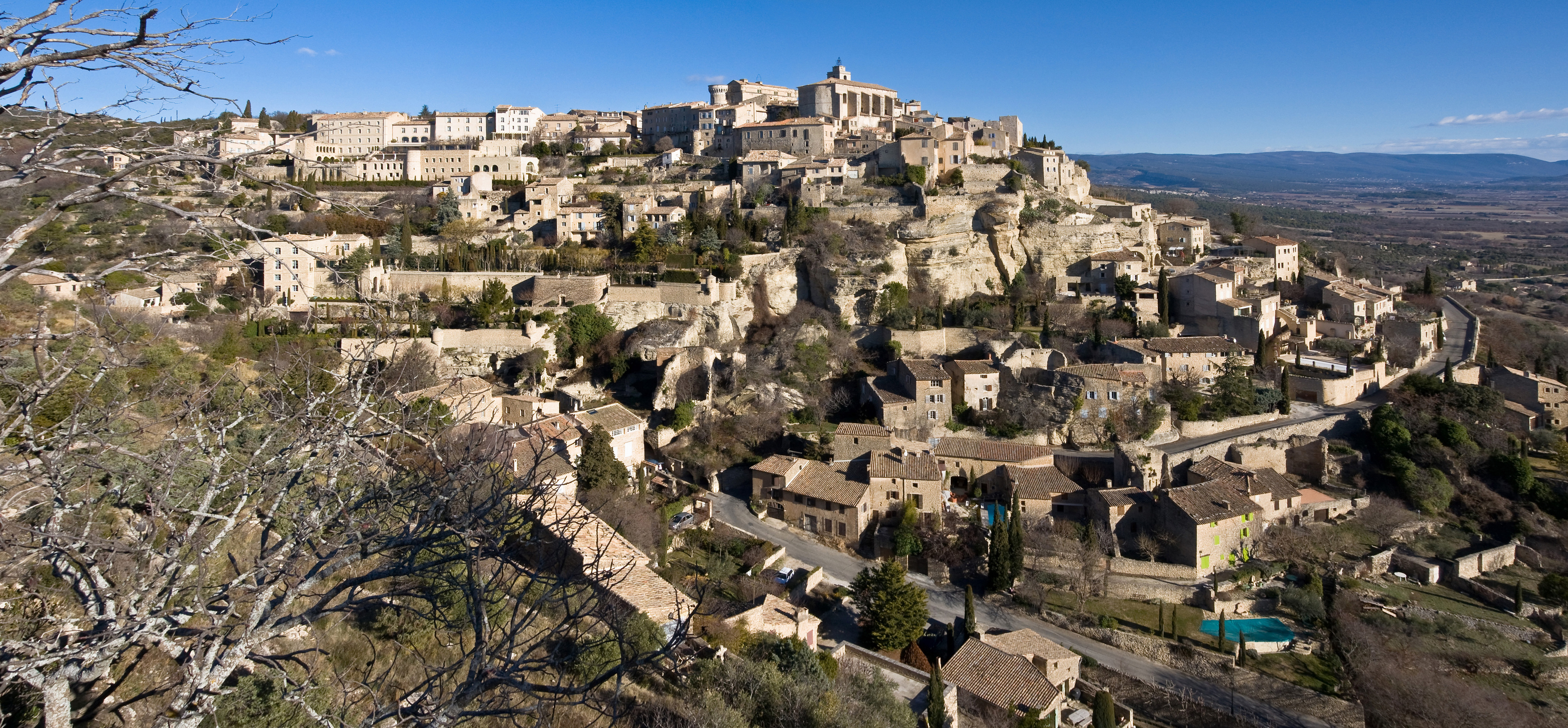
Село Горд в Любероні

43°47′46″ пн. ш. 5°13′26″ сх. д. / 43.796111111111° пн. ш. 5.2238888888889° сх. д.
Люберо́н — гірський масив на півдні Франції в історичній області Прованс. Розташований на території департаментів Воклюз і Альпи Верхнього Провансу (регіон Прованс — Альпи — Лазурний Берег) приблизно в 70 км на північ від Марселя. Обмежений з півдня долиною Дюранс, з півночі примикає до Воклюзскіх гір. Через Люберон проходить долина річки Калавон. Велика частина пагорбів покрита лісом.

## Географія

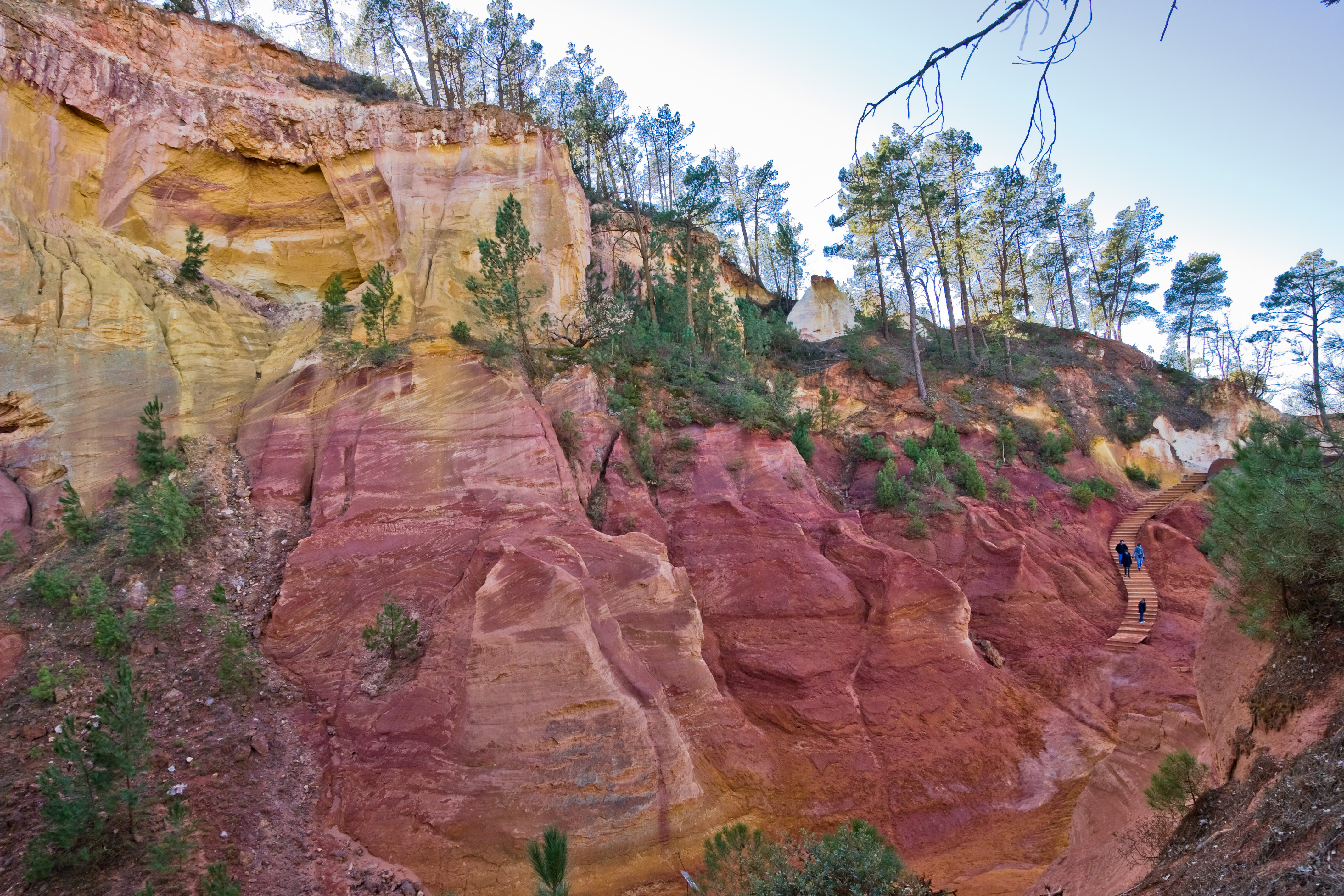
Пласти вохрів під Руссільйоном

Масив витягнутий у напрямку захід-схід, довжина — 60 кілометрів. Вища точка хребта — Мурр-Негр (1125 метрів), площа близько 600 км².
Ділиться на три хребти: Великий Люберон, Малий Люберон і Східний Люберон. Найбільші міста — Апт, Кавайон, Пертюї і Маноск.
На частині території масиву організований регіональний природний парк «Люберон» (фр. Parc naturel régional du Luberon). Багато сіл Люберона мальовничі й приваблюють велику кількість туристів. П'ять сіл Люберону, Горд, Руссійон, Лурмарен, Ансуї і Менерб включені до списку «найкрасивіших сіл Франції». На околицях Руссійону раніше добувався вохристий пігмент, нині колишні кар'єри також є туристичною пам'яткою.

## Флора і фауна

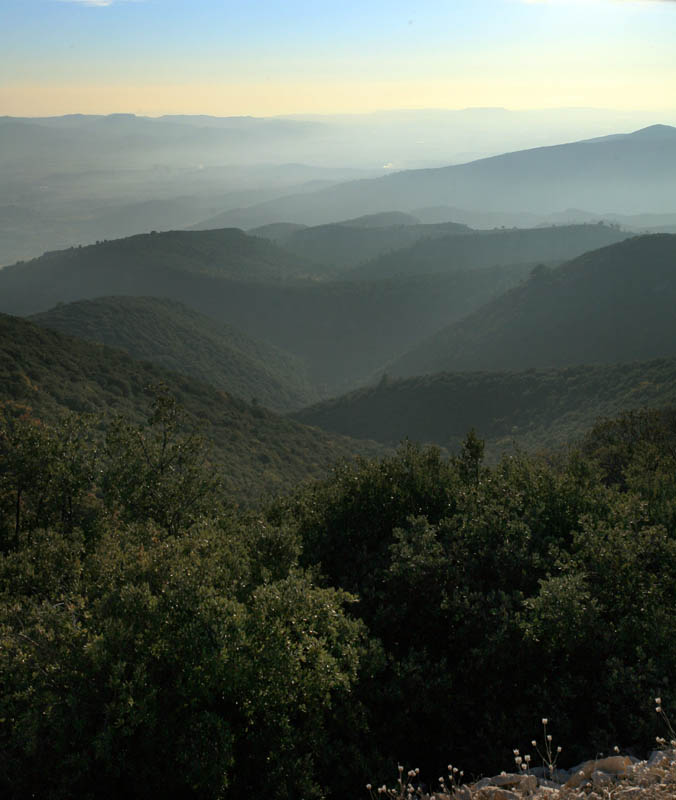
Пагорби Люберона

Флора і фауна Люберона дуже різноманітна, тут в дикій природі мешкають 150 видів ссавців, 520 видів птахів, 180 видів рептилій і земноводних, 150 видів риб і понад 10 000 видів рослин.

## У мистецтві
В останні роки Люберон здобув додаткову популярність завдяки книгам англійського автора Пітера Мейла, який проживає в люберонскому селі Лурмарен і описує регіон у своїх книгах. У Любероні відбувалися зйомки фільму Хороший рік, знятого по одному з романів Мейла. Також у Любероні відбувалися зйомки багатьох інших французьких картин.